# Meliton Kantaria

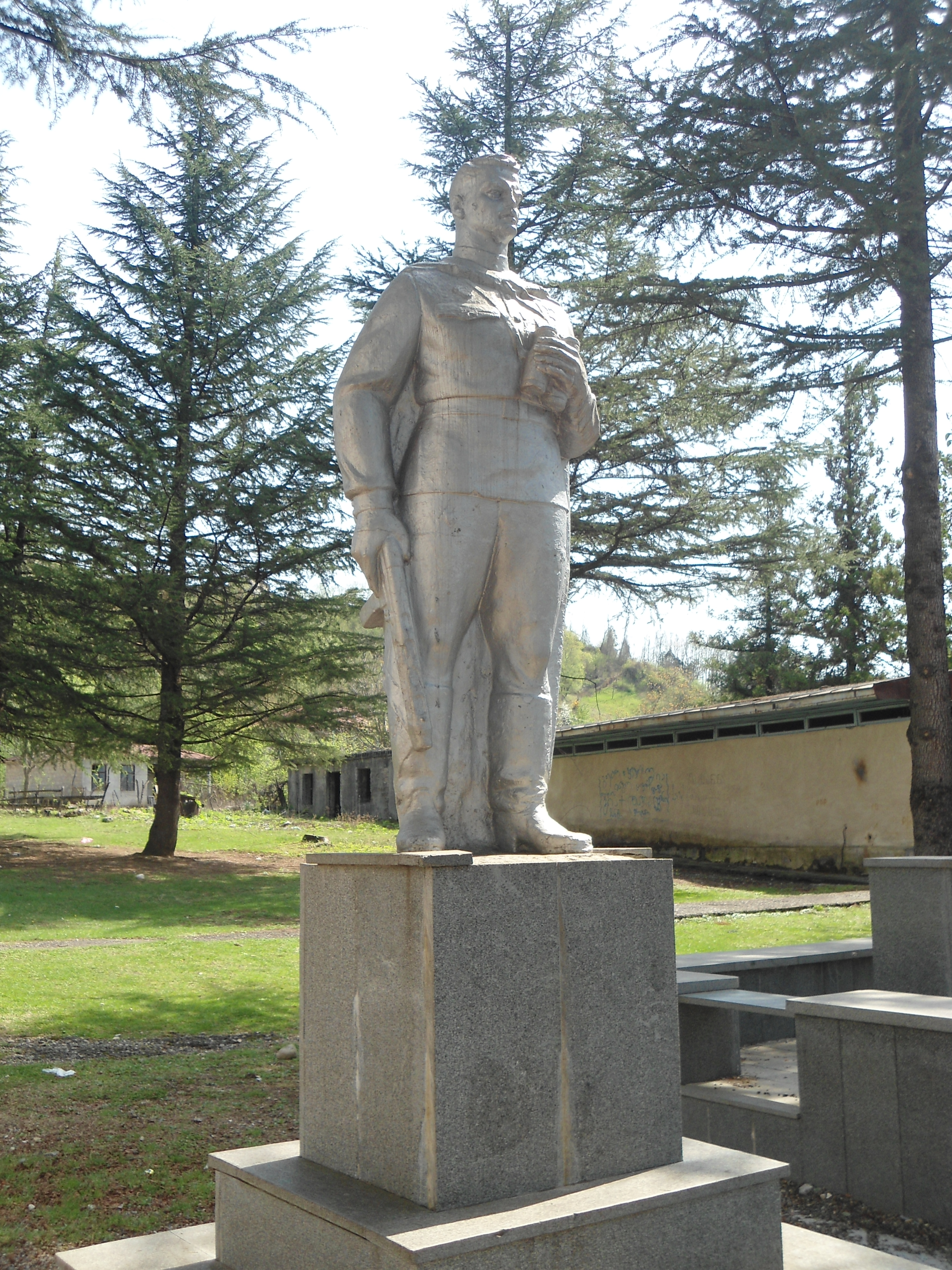
Meliton Kantaria

Meliton Varlamovici Kantaria (în georgiană: მელიტონ ქანთარია; în rusă: Мелитон Варламович Кантария; n. 5 octombrie 1920 — d. 27 decembrie 1993), Erou al Uniunii Sovietice (8 mai 1946), a fost un sergent georgian al Armatei Roșii care, cel puțin în mod oficial, a fost cel care, împreună cu Mihail Egorov, a arborat Steagul Victoriei Reichstag pe 30 aprilie, 1945, ora 21:50. 
Kantaria s-a născut într-o familie de țărani în satul, (acum oraș), Jvari din RSS Georgiană. Până la mobilizarea în Armata Roșie din 1940, Kantaria a lucrat într-un colhoz. În timpul celui de-al doilea război mondial a luptat în cadrul Armatei a 3-a de șoc din Frontul I Bielorus. Pe 30 aprilie 1945, în timpul bătăliei Berlinului, împreună cu sergentul Mihail Egorov a arborat steagul Uniunii Sovietice pe Reichstag.
Prin decret al Prezidiului Sovietului Suprem al Uniunii Sovietice nr.7090 din 8 mai 1946, Kantaria a primit titlul de Erou al Uniunii Sovietice și a fost decorat cu Ordinul Lenin și cu Medalia Steaua de Aur. 
După ce a fost demobilizat în 1946, Kantaria s-a reîntors în Georgia. A lucrat o scurtă perioadă într-un colhoz. S-a mutat în Suhumi, capitala RSSA Abhază, unde a lucrat ca șef de magazin. În 1947 a fost primit în rândurile Partidului Comunist. A fost deputat în Sovietul RSSA Abhazia. În timpul războiului dintre autoritățile centrale din Georgia și secesioniștii din Abhazia, Kantaria a fost silit de insurgenți în septembrie 1993 să-și părăsească locuința și să caute refugiu la Moscova, unde a și murit doar trei luni mai târziu. 

## Scrieri
- M.A. Egorov, M.V. Kantaria, Знамя Победы (Steagul Victoriei), Moscova, 1975